# Kepler-70
Kepler-70 (anteriormente chamada de KOI-55 e também chamada de KIC 5807616) é uma estrela localizada a 4200 anos-luz da Terra na constelação de Cygnus com uma magnitude aparente visual de 14,87, assim necessitando o uso de telescópios com uma abertura de 40 cm ou mais para sua visualização. É uma estrela subanã B que passou pelo estágio de gigante vermelha há cerca de 18,4 milhões de anos, e agora está fundindo hélio em seu núcleo. Uma vez queimado todo seu hélio, a estrela se tornará uma anã branca. Tem um raio relativamente pequeno, apenas 20,3% o do Sol, estando entre as menores estrelas conhecidas. Possui três planetas não confirmados, Kepler-70b, Kepler-70c e Kepler-70d.

## Sistema planetário
Em 26 de dezembro de 2011, a evidência de dois exoplanetas de período extremamente curto, Kepler-70b e Kepler-70c, foi anunciada por Charpinet et al. Eles foram detectados pela reflexão da luz da estrela causada pelos próprios planetas, e não por uma variação na magnitude estelar aparente causada por eles transitando pela estrela.
As medições também sugeriram um corpo menor entre os dois planetas candidatos; isso permanece não confirmado.
Se esses planetas existem, então as órbitas de Kepler-70b e Kepler-70c têm uma ressonância orbital de 7:10 e têm a maior aproximação entre planetas entre qualquer sistema planetário conhecido. No entanto, pesquisas posteriores sugeriram que o que havia sido detectado não era de fato o reflexo da luz dos exoplanetas, mas a pulsação estelar "visível além da frequência de corte da estrela". Pesquisas posteriores indicaram que os modos de pulsação estelar eram de fato a explicação mais provável para os sinais encontrados em 2011, e que os dois exoplanetas provavelmente não existiam. 
Se Kepler-70b existe, então é o exoplaneta mais quente já descoberto, com uma temperatura de 7288 K, a mesma de uma estrela do tipo espectral F0.
| Companheiro (na ordem da estrela) | Massa(MTerra) | Semieixo maior(UA) | Período orbital (dias) | Inclinação               | Raio(RTerra) |
| --------------------------------- | ------------- | ------------------ | ---------------------- | ------------------------ | ------------ |
| b (não confirmado)                | 0,440         | 0,006              | 0,2401                 | 20–80, provavelmente 65º | 0,759        |
| d (não confirmado)                | —             | —                  | —                      | —                        | —            |
| c (não confirmado)                | 0,655         | 0,0076             | 0,34289                | 20–80, provavelmente 65º | 0,867        |